# Armando Cusani
Armando Cusani (Formia, 8 ottobre 1963) è un politico italiano.

## Carriera politica
Formatosi nelle file giovanili della Democrazia Cristiana, nel novembre del 1993 decide di schierarsi al fianco di Silvio Berlusconi e sostenere il progetto di Forza Italia.
Nel 1992 è eletto consigliere comunale a Sperlonga e nominato vicesindaco con delega all’Urbanistica e ai Lavori Pubblici.
Nel 1995 è assessore in Provincia di Latina con delega alle Attività Produttive, ai rapporti con la Regione Lazio e con la Comunità Europea.
Nel 1997 è eletto sindaco di Sperlonga con una lista civica e riconfermato nel 2001, ruolo che ricopre fino al 2006.
Nel 2004 è eletto presidente della Provincia di Latina con il 58,35% delle preferenze, in rappresentanza di una coalizione di centrodestra. È Commissario e presidente della Autorità d’Ambito Ottimale n°4 - Lazio Meridionale (ATO4) dell’Azienda di Promozione Turistica della Provincia di Latina.
Nel 2009 è nuovamente eletto presidente della Provincia di Latina con il 56,29%, in rappresentanza di una coalizione di centrodestra.
Nel novembre 2013 il prefetto di Latina applica la legge Severino a seguito di una condanna di primo grado a due anni per abuso d’ufficio e sospende Cusani dal suo incarico di presidente della Provincia per 18 mesi. Nel ricorso in appello i giudici decretano la prescrizione dei reati, e cade la sospensione.
Nel 2014 è candidato con Forza Italia alle elezioni per il Parlamento Europeo nella circoscrizione Italia centrale. Con oltre 55.000 voti (23.867 dei quali in provincia di Latina), ottiene il consenso più alto in tutta la Regione Lazio, il terzo in Italia per la sua lista. A causa del crollo delle percentuali nazionali a favore di Forza Italia, la lista ottiene solo due seggi nella sua circoscrizione. È il primo dei non eletti.
Nell’ottobre del 2014 il prefetto gli notifica una seconda sospensione (legge Severino) in seguito alla condanna di primo grado nel processo Ciccarelli.
Alle elezioni amministrative del 2016 è candidato sindaco ed eletto nel Comune di Sperlonga in rappresentanza di una lista civica, con il 57,99% dei voti.
Nel gennaio del 2018 lascia Forza Italia e sostiene la lista Energie per l’Italia di Stefano Parisi alle elezioni regionali del Lazio del 4 marzo.

## Controversie

### Caso Ciccarelli
Paola Ciccarelli è nominata comandante della Polizia municipale di Sperlonga nel 2001. Il capo di quell’area (secondo le riforme imposte dalla legge Bassanini), tuttavia, è il segretario comunale. In quegli anni Armando Cusani è sindaco del Comune di Sperlonga.
Nel 2004, in seguito ad emissione di ordini di servizio contrastanti con quelli emanati dal Segretario comunale, ad una conseguente “confusione determinata dalla sovrapposizione degli ordini di servizio”, ad assenze lunghe, ingiustificate e reiterate dal lavoro, a diversi provvedimenti disciplinari e richiami non ascoltati, Paola Ciccarelli viene licenziata.
Nel 2005 la Giunta comunale di Sperlonga approva il nuovo Regolamento degli Uffici e dei Servizi. Alessandra Faiola è nominata Capo dell’Area 3, ovvero Polizia Locale.
Da questo momento hanno inizio vari iter giudiziari.
Nel 2008 il Consiglio di Stato dichiara legittima l’assunzione della Faiola e afferma la legittimità del regolamento.
Nel 2012 il Giudice del lavoro di Latina si esprime sul licenziamento della Ciccarelli, sostenendo che fosse l’unica sanzione applicabile. Distingue i ruoli sottolineando che “Il Segretario comunale impartisce direttive al Comandante del Corpo”.
Lo stesso anno il Tribunale del Lavoro respinge il ricorso e la richiesta di risarcimento danni inoltrata da Paola Ciccarelli.
Nel 2013 il Tribunale Ordinario di Latina condanna a due anni Cusani, all’epoca presidente della Provincia, per i reati di abuso di ufficio, falso e usurpazione di funzioni pubbliche in merito alla vicenda Ciccarelli.
Per effetto della legge Severino, in seguito alla condanna, il prefetto di Latina sospende Cusani dalla carica di Presidente della Provincia di Latina per 18 mesi.
Nel 2017 la Corte d’Appello proscioglie tutti gli imputati, tra cui l'allora Sindaco, per intervenuta prescrizione.
Nonostante ciò Cusani ricorre alla Corte di Cassazione, che nel 2018 annulla la sentenza impugnata senza rinvio poiché “i fatti ascritti non costituiscono reato e revoca le statuizioni civili adottate a carico dei medesimi ricorrenti”.

### Inchiesta e processo "Tiberio"
Il 16 gennaio 2017 viene arrestato preventivamente a margine dell’inchiesta “Tiberio” con le accuse di corruzione e turbativa d’asta. Il primo capo si riferisce all’ipotesi di aver ceduto in comodato d’uso a Massimo Pacini, ex responsabile dell’Ufficio tecnico del Comune di Sperlonga, un appartamento. Secondo l’accusa, in cambio, questi avrebbe omesso di emettere provvedimenti o effettuare sopralluoghi per verificare la presenza di abusi nell’hotel di sua proprietà. Il secondo capo d’accusa riguarda la presunta turbativa d'asta per la sistemazione dell’area archeologia Villa Prato.
Il 31 gennaio 2017 il Tribunale del Riesame conferma la misura cautelare per pericolo di reiterazione del reato.
A marzo la Corte di Cassazione annulla la sentenza del Riesame, sancisce l’illegittimità nell’acquisizione delle prove d’accusa e la mancanza dell’esigenza cautelare.
A maggio dello stesso anno i giudici dispongono i domiciliari.
A luglio il Tribunale del Riesame riforma la sentenza.
Nel settembre del 2017 i giudici riducono ulteriormente la misura detentiva, Cusani torna in libertà e riassume la carica di primo cittadino. Nel periodo delle misure restrittive era infatti stato sospeso (secondo la legge Severino) dalla carica di sindaco.
Il processo Tiberio è in corso di svolgimento presso il Tribunale di Latina.